# Boxe nos Jogos Pan-Americanos de 1991
As competições de boxe nos Jogos Pan-Americanos de 1991 foram realizadas em Havana, Cuba. Esta foi a décima primeira edição do esporte nos Jogos Pan-Americanos, tendo sido disputado apenas entre os homens. Os dois primeiros de cada categoria garantiram vaga para as Olimpíadas 1992.

## Medalhistas
| Evento                           | Ouro                      | Prata                          | Bronze                                      |
| -------------------------------- | ------------------------- | ------------------------------ | ------------------------------------------- |
| Peso mosca-ligeiro detalhes      | Rogelio Marcelo García    | Ricardo Sánchez López          | Nelson Dieppa Luis Fernando Retayud Zubieta |
| Peso mosca detalhes              | José Ramos                | David Wladimir Serradas Suárez | José Freitas Stephan Rose                   |
| Peso galo detalhes               | Enrique Carrión Olivares  | Carlos Gerena Allende          | Luis Alberto Ojeda Javier Calderón          |
| Peso pena detalhes               | Arnaldo Mesa Bonell       | Kenneth Friday                 | Rogerio de Brito Arnulfo Castillo           |
| Peso leve detalhes               | Julio González Valladares | Patrice Brooks                 | Delroy Leslie William Irwin                 |
| Peso meio-médio-ligeiro detalhes | Stevie Johnston           | Edgar Ruiz                     | Luis da Silva Aníbal Santiago Acevedo       |
| Peso meio-médio detalhes         | Juan Hernández Sierra     | Greg Johnson                   | Santos Beltrán José de la Cruz Guzmán       |
| Peso médio-ligeiro detalhes      | Juan Carlos Lemus Garcia  | Miguel Ángel Jiménez Cedres    | Lucas França Ravea Springs                  |
| Peso médio detalhes              | Ramón Garbey              | Chris Johnson                  | Richard Santiago Rodríguez Michael DeMoss   |
| Peso meio-pesado detalhes        | Orestes Solano            | Raimundo Rafael Yant Rivas     | Robert Dale Brown Terrence Poole            |
| Peso pesado detalhes             | Félix Savón Fabre         | Shannon Briggs                 | Tom Glesby                                  |
| Peso super-pesado detalhes       | Roberto Balado Méndez     | Harold Arroyo                  | Elio Esteban Ibarra Carmona Terry Campbell  |

## Quadro de medalhas
| Posiçào | Nação              |    |    |    | Total |
| ------- | ------------------ | -- | -- | -- | ----- |
| 1       | CUB Cuba           | 11 | 0  | 0  | 11    |
| 2       | USA Estados Unidos | 1  | 3  | 2  | 6     |
| 3       | PUR Porto Rico     | 0  | 3  | 3  | 6     |
| 4       | CAN Canadá         | 0  | 2  | 4  | 6     |
| 5       | MEX México         | 0  | 2  | 3  | 5     |
| 6       | VEN Venezuela      | 0  | 2  | 2  | 4     |
| 7       | BRA Brasil         | 0  | 0  | 4  | 4     |
| 8       | GUY Guiana         | 0  | 0  | 2  | 2     |
| 9       | ARG Argentina      | 0  | 0  | 1  | 1     |
| 9       | COL Colômbia       | 0  | 0  | 1  | 1     |
| 9       | JAM Jamaica        | 0  | 0  | 1  | 1     |
| Total   | Total              | 12 | 12 | 23 | 47    |